# Instant Rails
Instant Rails — готовый дистрибутив с настроенной универсальной рабочей средой для разработки Ruby on Rails приложений для Windows, содержащий в себе уже сконфигурированные и готовые к работе компоненты:
- язык программирования Ruby
- фреймворк Ruby on Rails
- веб-сервер Apache
- СУБД MySQL

Для начала работы не нужен даже установщик, просто нужно распаковать архив в выбранную директорию и запустить приложение администратора веб-серверов. Никаких настроек переменных среды тоже не требуется.